# Орден Заслуг (Ливан)
Орден Заслуг Ливана — высшая государственная награда Ливана.

## История
Орден был учреждён 16 января 1922 года решением № 1080 и регулируется наградным кодексом, утверждённым Законом № 122 от 12 июня 1959 года.

## Степени
Имеет шесть степеней.
- Специальный класс — для вручения главам иностранных государств.
- Большая лента — для вручения главам правительств иностранных государств, членам королевских семей, и другим высокопоставленным лицам.

Ордена для вручения гражданам Ливана:
- Первый класс
- Второй класс
- Третий класс
- Четвёртый класс

| Орденские планки  | Орденские планки | Орденские планки | Орденские планки | Орденские планки | Орденские планки |
| ----------------- | ---------------- | ---------------- | ---------------- | ---------------- | ---------------- |
|                   |                  |                  |                  |                  |                  |
| Специальный класс | Большая лента    | Первый класс     | Второй класс     | Третий класс     | 4 класс          |

## Описание

### Специальный класс

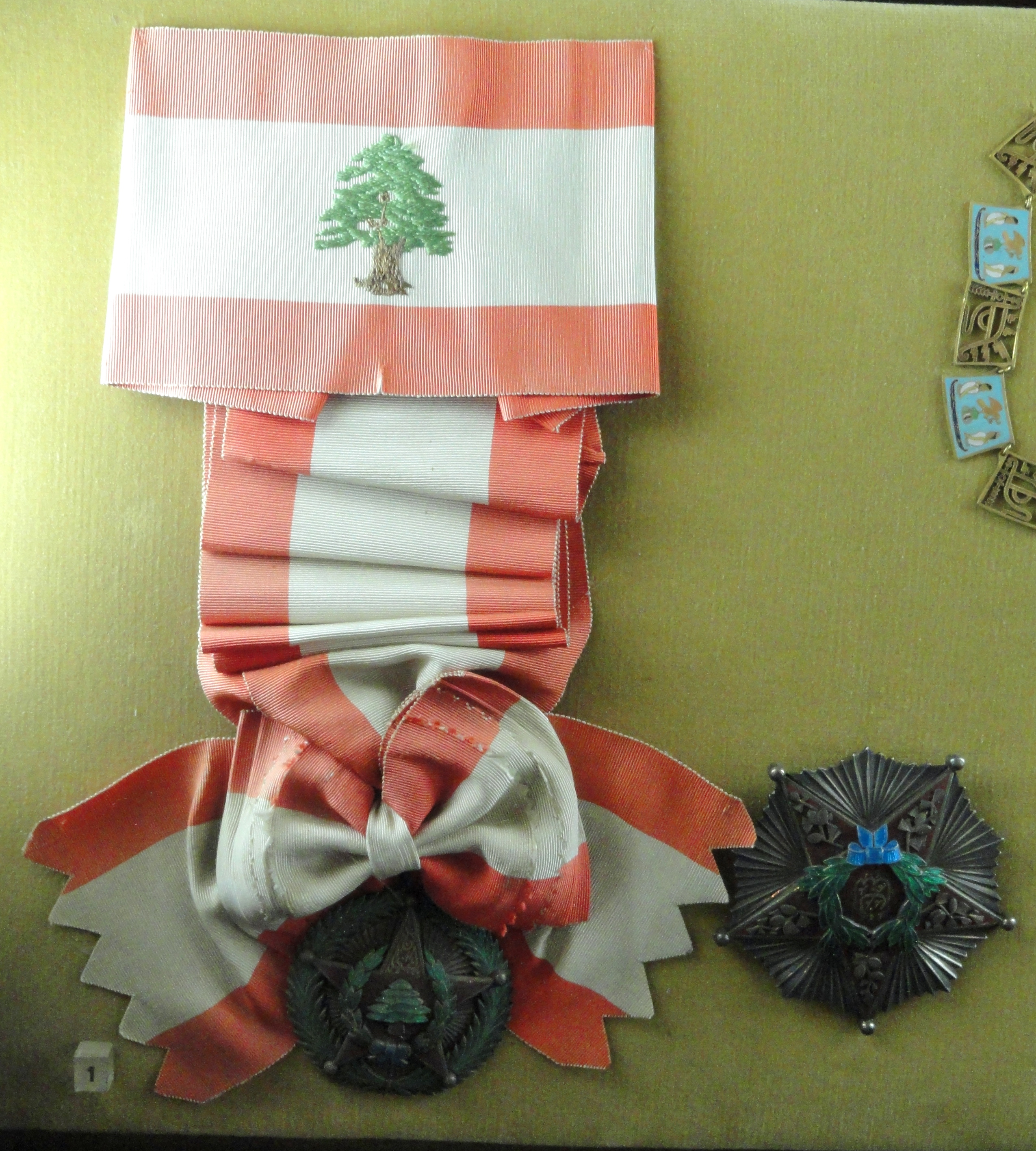
Знак и звезда ордена специального класса

Знак ордена на чрезплечной ленте и звезда на левой стороне груди.
Знак ордена — пятиконечная звезда красной эмали с золотыми шариками на концах, на которую в центре наложено изображение национального дерева Ливана — кедра, а также лаврового венка зелёной эмали, перевязанного внизу лентой синей эмали. На верхний луч нанесена надпись на арабском языке. Между лучами звезды сияющие штралы. Знак наложен на пальмовый венок зелёной эмали, состоящий из двух ветвей.
Звезда ордена пятиконечная красной эмали с сияющими штралами между лучами. На лучи наложены золотые кедровые ветви. В центре лавровый венок зелёной эмали, перевязанный внизу лентой синей эмали. В венке — надпись на арабском языке.
Лента ордена красного цвета.

### Большая лента
Знак ордена на чрезплечной ленте и звезда на левой стороне груди.
Знак и звезда по своему виду аналогичны.
Знак — пятиконечная звезда красной эмали с золотыми шариками на концах и с арабской надписью в центре.
Между лучами звезды сияющие штралы.
Лента ордена тёмно-зелёного цвета с белой равновеликой широкой полосой в центре.

### Другие классы
Знак ордена — круглая медаль на нагрудной ленте:
- Первый класс — золотая, сверху обременена пальмовыми ветвями
- Второй класс — серебряная, сверху обременена пальмовыми ветвями
- Третий класс — серебряная
- Четвёртый класс — бронзовая

Лента ордена красная, с белым прямоугольником, в котором вышит цветными нитями кедр.